# Wiesbadener Kurier
 (juin 2023).
Si vous disposez d'ouvrages ou d'articles de référence ou si vous connaissez des sites web de qualité traitant du thème abordé ici, merci de compléter l'article en donnant les références utiles à sa vérifiabilité et en les liant à la section « Notes et références ».
Le Wiesbadener Kurier est un journal quotidien régional allemand diffusé à Wiesbaden, dans la Hesse.

## Histoire
Après la fin de la Seconde Guerre mondiale, la publication de journaux nécessite l'autorisation de la puissance occupante (en l'occurrence américaine). Les autorités militaires américaines se méfient des anciens éditeurs et n'accordent des licences qu'à des personnes politiquement fiables qui n'ont pas travaillé auparavant comme éditeurs (la presse dite sous licence).
Le Wiesbadener Tagblatt est publié à Wiesbaden jusqu'en 1943. Son éditeur, Gustav Schellenberg ne reçoit pas de licence après la guerre, ses imprimeries sont confisquées et mises à la disposition pour le Wiesbadener Kurier, journal autorisé. Après Frankfurter Rundschau, Marburger Presse et Hessische Nachrichten, le Wiesbadener Kurier est le quatrième journal agréé en Hesse.
Les éditeurs (licenciés) sont l'ancien membre de Zentrum Georg Alfred Mayer et Fritz Otto Ulm, qui est proche du SPD. En tant que rédacteur en chef, Ulm est principalement responsable du contenu. Le premier numéro paraît le 2 octobre 1945 avec un tirage de 90 000 exemplaires. Initialement, le journal paraît deux fois par semaine les mercredis et samedis. Le prix de souscription est initialement de 1,55 Reichsmarks par mois.
Par ordre du gouvernement militaire américain le 24 octobre 1945, la zone de distribution du Wiesbadener Kurier et celle du Frankfurter Rundschau sont séparées l'une de l'autre. Le Wiesbadener Kurier est distribué dans la ville de Wiesbaden, l'arrondissement du Rheingau et l'arrondissement de l'Untertaunus. En outre, elle s'étend à des parties de l'arrondissement de la Haute-Lahn, de l'arrondissement de Limbourg, de l'arrondissement d'Usingen et de l'arrondissement de Main-Taunus. À partir du 19 mars 1946, le journal paraît trois jours par semaine. Faute de papier, le tirage tombe à 65 000 exemplaires le 1er juillet 1946. Le 1er septembre 1946, la parution est portée à quatre jours (mardi, mercredi, vendredi et samedi). Le prix de souscription passe à 3,05 Reichsmarks. Une édition allemande est introduite le 1er août 1946. Cependant, elle est interrompue le 31 janvier 1948. Le Kurier devient quotidien le 31 juillet 1948. Du 1er octobre 1949 à 1963, le Höchster Kreisblatt est publié en première page du Wiesbadener Kurier.
En 1952, Robert Müller devient le troisième directeur général du journal. Après la mort de Georg Mayer en août 1954, Müller et Ulm acquièrent ses parts. Le 1er juillet 1965, la Mainzer Verlagsanstalt (MVA) acquiert les parts du journal. La MVA avait déjà acquis le Wiesbadener Tagblatt en 1950. À partir d'octobre 1968, Kurt Milte est rédacteur en chef du Wiesbadener Kurier.
En 2013, selon l'Association allemande des journalistes (DJV), le Wiesbadener Kurier perd son statut de rédaction à part entière, puisque l'éditeur combine la production de couvertures pour le Kurier, Tagblatt et Allgemeine Zeitung en partie à Mayence. Wiesbaden est la première capitale de Land en Allemagne qui n'a plus de journal avec sa propre rédaction complète. L'éditeur VRM n'est pas d'accord avec cette évaluation, car un certain nombre de journalistes des départements politique, économique et culturel continuent de travailler dans le bâtiment de presse du Wiesbadener Kurier, dont le chef des journalistes du VRM, Christian Matz.
En 2021, les journalistes Birgit Emnet, André Domes, Olaf Streubig reçoivent le premier prix du Wächterpreis der deutschen Tagespresse pour leurs reportages sur un système d'enrichissement personnel de l'Arbeiterwohlfahrt dans l'arrondissement de Wiesbaden.